# Jarosław Urbański (socjolog)
Jarosław Urbański (ur. 1964) – polski socjolog i działacz związkowy. Współzałożyciel Federacji Anarchistycznej (1988), współzałożyciel i koordynator Ogólnopolskiego Związku Zawodowego „Inicjatywa Pracownicza” (2002). Pracownik Zachodniego Ośrodka Badań Społecznych i Ekonomicznych w Gorzowie Wielkopolskim.

## Życiorys
Działalność społeczną rozpoczął w 1981, w 1983 był więźniem politycznym. 
Studiował socjologię na Wydziale Nauk Społecznych Uniwersytetu im. Adama Mickiewicza w Poznaniu. W tym okresie zajmował się problematyką konfliktów etnicznych i narodowych.
Jako student UAM od lutego 1987 organizował z Piotrem Matczakiem (dziennikarstwo) spotkania dyskusyjne poświęcone twórczości m.in. Michaiła Bakunina i Pierre-Josepha Proudhona. Według materiałów Służby Bezpieczeństwa skupione wokół nich środowisko zdecydowało o przystąpieniu do Ruchu „Wolność i Pokój” jako dobrze zorganizowanej organizacji opozycyjnej z uwagi na jej „półlegalny” charakter, zainteresowanie kwestiami ekologicznymi, dostęp do sprzętu drukarskiego i kontakty z ruchem pokojowym na Zachodzie. Urbański działał następnie w poznańskim WiP, który organizował m.in. wystąpienia antynuklearne. W 1988 współtworzył Federację Anarchistyczną. W styczniu 1990 z ramienia WiP wspierał okupację budynku Komitetu Wojewódzkiego PZPR w Poznaniu przez grupę działaczy Niezależnego Zrzeszenia Studentów. W styczniu 1990 wraz z innymi utworzył pacyfistyczne Stowarzyszenie na Rzecz Osób Starających się i Odbywających Służbę Zastępczą „Objector”.
Na początku lat 90. pracował w samorządzie terytorialnym.
W 2002 współzałożył Ogólnopolski Związek Zawodowy „Inicjatywa Pracownicza”, którego jest koordynatorem.
Związany blisko z poznańskim skłotem Rozbrat, działacz Wielkopolskiego Stowarzyszenia Lokatorów.
W 2010 znalazł się w składzie komitetu organizacyjnego obchodów 25-lecia WiP.
W 2011 wszedł w skład Rady utworzonego wówczas Zachodniego Ośrodka Badań Społecznych i Ekonomicznych, co najmniej od 2016 pełni funkcję jej przewodniczącego.
Jest autorem analiz i ekspertyz dotyczących rolnictwa przemysłowego. Wypowiadał się jako ekspert dla Polskiej Agencji Prasowej, a także dla Komisji Rolnictwa i Rozwoju Wsi w Sejmie RP. Współpracował m.in. z Teatrem Ósmego Dnia.
Publikował w „A cappella”, „Biuletynie OZZ IP”, „Głosie Wielkopolskim”, „Innym Świecie”, „Kurierze Związkowym”, „Le Monde diplomatique”, „Maci Pariadce”, „Magazynie Kontakt”, „Magazynie Samorządowym”, „Nowym Robotniku”, „Praktyce Teoretycznej”, „Przeglądzie Anarchistycznym”, „Recyklingu Idei”, „Trybunie”, „Trybunie Robotniczej”, prasie zagranicznej. Autor kilkudziesięciu (do 2005) artykułów naukowych i publicystycznych poświęconych zagadnieniom społecznym i politycznym. Jego książka Strajk (2024), poświęcona historii ruchu robotniczego, ukazała się w serii „Ludowa Historia Polski” Wydawnictwa RM, do której autorów należą Dariusz Zalega i Michał Rauszer.
W swoich pracach zajmował się logiką funkcjonowania globalnego kapitalizmu, zagadnieniami organizacyjnymi ruchu związkowego i oddolnych ruchów politycznych, kwestiami środowiskowymi, problemami przestrzeni miejskiej i ruchów na rzecz jej odzyskania. Opowiada się za wegetarianizmem ze względów polityczno-ekonomicznych.

## Książki
- Globalizacja a konflikty lokalne, Federacja Anarchistyczna, Poznań 2002, ISBN 83-916193-4-6
- Odzyskać miasto. Samowolne osadnictwo, skłoting, anarchitektura, Wydawnictwo Poznańskiej Biblioteki Anarchistycznej, Poznań 2005, ISBN 83-922180-4-3
- Prekariat i nowa walka klas. Przeobrażenia współczesnej klasy pracowniczej i jej form walki, Książka i Prasa, Warszawa 2014, ISBN 978-83-62744-54-1
- Społeczeństwo bez mięsa. Socjologiczne i ekonomiczne uwarunkowania wegetarianizmu, Wydawnictwo A+, Poznań 2016, ISBN 978-83-944856-2-7
- Wiecowniczki. Zofia Tułodziecka i początki radykalnego zawodowego ruchu kobiecego w Wielkopolsce, Bractwo Trojka, Poznań 2018, ISBN 978-83-66114-06-7
- (red.) Stop eksmisjom. 10 lat Wielkopolskiego Stowarzyszenia Lokatorów, Bractwo Trojka, Poznań 2022, ISBN 978-83-66114-28-9
- Strajk. Historia buntów pracowniczych, Wydawnictwo RM, Warszawa 2024, ISBN 978-83-8151-560-3[29]